# Курт Адлер
Курт Адлер (Јиндрихув Храдец, 1. март 1907 — Батлер, 21. септембар 1977) био је аустријски класични хор мајстор, музички диригент, писац и пијаниста. Био је најпознатији као хор мајстор и главни диригент Метрополитен опере у Њујорку од 1943. до 1973. Дириговао је у Аустрији, Немачкој, Русији, Чехословачкој, Украјини, САД, Канади, Мексику, Југославији, Румунији, Бугарској и Мађарској.

## Младост
Курт Адлер је рођен у Јиндрихув Храдецу, Бохемија (данас Чешка), за време Аустро-Угарске империје у буржоаској јеврејској породици. Био је једино дете Зигфрида Адлера (рођен 26. јуна 1876. у Луки у Јихлави, Чешка), власника текстилне фабрике, и Олге (Фирт) Адлер (рођена 3. априла 1883. у Сушицама, Бохемија (данас Чешка). Оба родитеља је убио Гестапо током Другог светског рата, након што су депортовани у концентрациони логор Избица, који је служио као трансфер логор, за логор Белзец у Пољској 15. маја 1942. Његови бака и деда по оцу, Јакоб и Евелина Адлер, сахрањени су у Нојхаусу (сада Јиндрихув Храдец), на хебрејском гробљу. Његови деда и бака по мајци, Алберт и Кетрин Фирт, сахрањени су у Сушицама, у Чешкој.
Током 1930-их многи сада познати музичари, укључујући Адлера, емигрирали су у Сједињене Државе да би побегли од нацизма. Адлер је отишао у САД 9. октобра 1938. Испловио је из Ротердама у Холандији 1938. године на "СС Статендаму". Натурализован је 21. марта 1944.

## Живот у уметности и хуманистичким наукама
Курт Адлер је своју професионалну каријеру започео у Немачкој у музичком саставу Берлинске државне опере. Касније се придружио чувеном немачком оперском позоришту у Прагу и Градској опери у Берлину. Придружио се Метрополитен опери 1943. године, под управом Едварда Џонсона, а затим у сарадњи са Рудолфом Бингом, генералним директором, од 1945. до 1973. године.
Саопштење за штампу маестра Адлера након његовог регрутовања за мајстора хора Метрополитен опере у Њујорку каже: „Од времена Ђулија Сетија, пре десет година, никада није постојао ни један мајстор хора за цео италијански, француски, немачки, енглески репертоар и са мојим именовањем, постепена реорганизација и обука ће поново бити централизовани у једној руци."

## Образовање
Курт Адлер је почео да студира музику са шест година код кантора Јакоба Фурнберга. Његово прво јавно појављивање било је са четрнаест година.
Његово целокупно музичко образовање било је у Бечу, Аустрија. Остали наставници су проф. Рихард Роберт, Фани Боем-Крамер, проф. Александар Манхарт (1875–1936) (клавир); проф. Карл Вајгл (1881–1949), проф. Гвидо Адлер (1855–1941), проф. Вилхелм Фишер (1886–1962) (теорија); Проф. Фердинанд Фол (1867–1929), такође Херман Вајгерт (1890–1955), Ерих Клајбер (1890–1956) (дириговање). Године 1925. завршио је класичну академску гимназију у Бечу. Године 1927. стекао је диплому музикологије на Универзитету у Бечу, што одговара звању магистра уметности на Филозофском факултету Универзитета у Бечу.

## Језици
Енглески, немачки, чешки, руски, француски, италијански, шпански, латински, грчки, румунски, хебрејски. 

## Ангажовања
- 1927–1929, помоћник диригента Берлинске државне опере. Прва диригована опера, Пер Гинт (Григ).
- 1929–1932, диригент Прашког немачког оперског позоришта.
- 1932–1933, диригент, Берлинска градска опера.
- 1933–1938, диригује симфонијским концертима и опером широм Европе.
- 1933, диригент оркестарских концерата, Бечка музичка асоцијација.
- 1933, оснивач оперске компаније Унио, Беч.
- 1933–1935, први диригент, Кијев, Национална опера Украјине.
- 1935–1937, оснивач, музички директор и први диригент Симфонијског оркестра Стаљинград (СССР).
- 1938–1943, САД, диригује концертима и концертира као пијаниста широм САД и Канаде.
- 1938–1939, пијаниста, три трансконтиненталне турнеје по Сједињеним Државама.
- 1939–1941, музички директор, Френдшип Хаус, Њујорк.
- 1943, помоћник диригента Леополда Стоковског, Метрополитен опера, Њујорк.
- 1943–1973, хормајстор, диригент, Метрополитен опера, Њујорк, Њујорк (САД).
- 1944–1947, Музички директор, Опера Национал и Опера де Мексико, Мексико Сити.
- 1952, Музички директор, Централ Сити Опера Фестивал, Централ Сити, Колорадо.
- 1954, Музички директор оперских представа у Грчком театру, Холивуд, Калифорнија.

Диригент бројних емисија и телевизијских представа оперске и симфонијске музике.

## Наставничка места
- 1929–1932, организатор и диригент Студентског оркестра Немачке музичке академије (Deutsche Akademie für Musik und darstellende Kunst in Prag), Праг, Чехословачка.
- 1934–1935, диригент, оркестар Кијевског музичког конзерваторијума, Кијев (Украјина).
- 1935–1937, професор опере на Музичком конзерваторијуму, Стаљинград (СССР)
- 1938–1941, наставник клавира, теорија; часови камерне музике; тренер; Њујорк Сити.

## Публикације
- 1943, Адлер, К.: Песме многих ратова, од 16. до 20 века. Њујорк, Хауел, Соскин 1943, 221 стр. Уредио и аранжирао Курт Адлер. (Збирка борбених песама које су угњетавани људе свих времена и нација певали у својој борби против тираније.)
- 1953–1956, Адлер, К.: Оперска антологија: прослављене арије изабране из опера старих и модерних композитора, у пет томова/ саставио Курт Адлер. Њујорк, Г. Ширмер 1953–1956. Уредио и аранжирао Курт Адлер.
- 1955, Адлер, К.: Познати оперски хорови. Њујорк, Г. Ширмер 1955, Уредио и аранжирао Курт Адлер.
- 1956, Адлер, К.: Албум Примадоне: 42 прослављене арије из познатих опера. Њујорк, Г. Ширмер 1956, Уредио и аранжирао Курт Адлер.
- 1960, Адлер, К.: Песме из лаких опера за сопран. Њујорк, Г. Ширмер 1960, Уредио и аранжирао Курт Адлер.
- 1965, Адлер, К.: Уметност пратње и тренирања. Минеаполис, Универзитет Минесота Прес 1965.
- 1967, Адлер, К.: Фонетика и дикција у певању: италијански, француски, шпански, немачки. Минеаполис, Универзитет Минесота Прес 1967.
- 1968, Адлер, К.: Дуети из великих опера, за сопран и баритон. Њујорк, Г. Ширмер 1968, Уредио и аранжирао Курт Адлер.
- 1968, Адлер, К.: Дуети из великих опера, за сопран и тенор. Њујорк, Г. Ширмер, Уредио и аранжирао Курт Адлер.
- 1971, Адлер, К.: Уметност пратње и тренирања. Њујорк, Да Капо Прес
- 1974, Адлер, К.: Фонетика и дикција у певању: италијански, француски, шпански, немачки. Минеаполис, Универзитет Минесота Прес, 2. изд.
- 1975–1977, Адлер, К.: Оперска антологија: прослављене арије изабране из опера старих и модерних композитора, у пет томова/Уредио и аранжирао Курт Адлер. Рочестер, Њујорк, Национално удружење Брајевог писма 1975–1977.
- 1976, Адлер, К.: Уметност пратње и тренирања. Њујорк, Да Капо Прес
- 1980, Адлер, К.: Уметност пратње и тренирања. Њујорк, Да Капо Прес
- 1985, Адлер, К.: Уметност пратње и тренирања. Њујорк, Да Капо Прес

## Лични живот
Адлер се 10. марта 1948. оженио Ирен Хоторн (1917–1986) (рођено име Ирен Мекнут), бившом примабалерином солисткињом Метрополитен опере.
Адлер се 16. септембра 1965. оженио Кристијаном Токо. Једна ћерка: Евелин. 
Дана 21. септембра 1977. Адлер је умро код куће у сну, у Батлеру, Њу Џерси, од уремије /хронични гломерулонефритис. 
Његови хобији су били колекционарство марака и књига.
Његова спортска активност је укључивала фудбал, хокеј на трави (All Austrian 1926), атлетику, пливање, тенис и пинг-понг.
Његови инструменти су били клавир, оргуље, хармоника, чембало и челеста 